# دنار

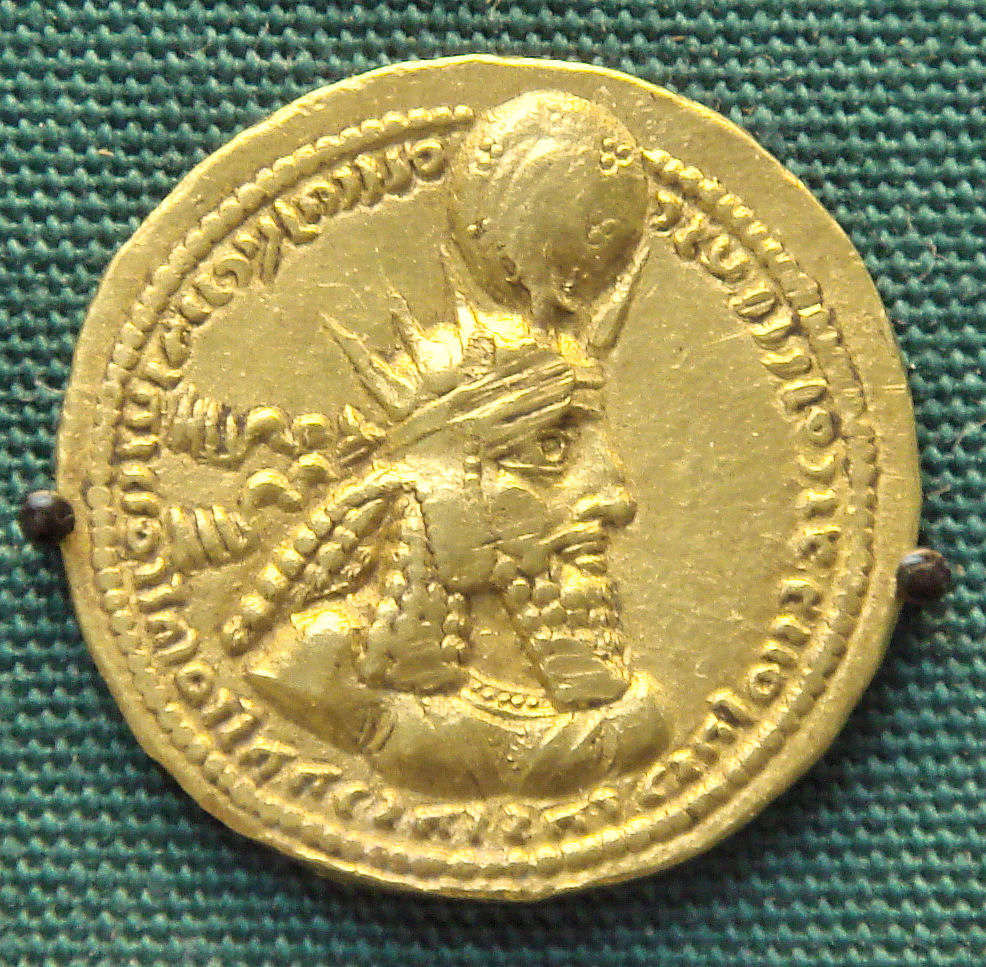
نمای رویی دیناری از دوره بهرام یکم

دنار، امروزه شناخته‌شده با نام‌های دینار ساسانی و دینار طلای ساسانی، نوعی سکه طلا بود که در شاهنشاهی ساسانی ضرب می‌شد.
علی‌رغم وجود سیستم دو فلزی برپایه طلا و نقره از زمان زمامداری اردشیر بابکان، شاهان ساسانی به‌ندرت سکه طلا ضرب می‌کردند و در معاملات بازرگانی، دینارهای ساسانی توان مقابله با سولیدوس‌های روم شرقی را نداشتند. به‌نظر می‌رسد که دینار ساسانی نه به‌مثابه پول، بلکه به‌عنوان یک کالای تجاری عمل می‌کرده که برحسب وزن و ظرافت و عیارش دادوستد می‌شده است.
امروزه معیار مشخصی برای تعیین نسبت ارزش میان سکه‌های طلا و نقره در عصر ساسانی وجود ندارد. بااین‌حال برخی با درنظرگرفتن نظام پولی آتیک که از عصر هلنیستی در ایران رایج بوده، ارزش هر دینار طلا را برابر با بیست درهم نقره گرفته‌اند. ارزیابی دیگری اما ارزش یک دینار طلا را برابر دوازده درهم نقره دانسته است.

## پیشینه

### شکل‌گیری

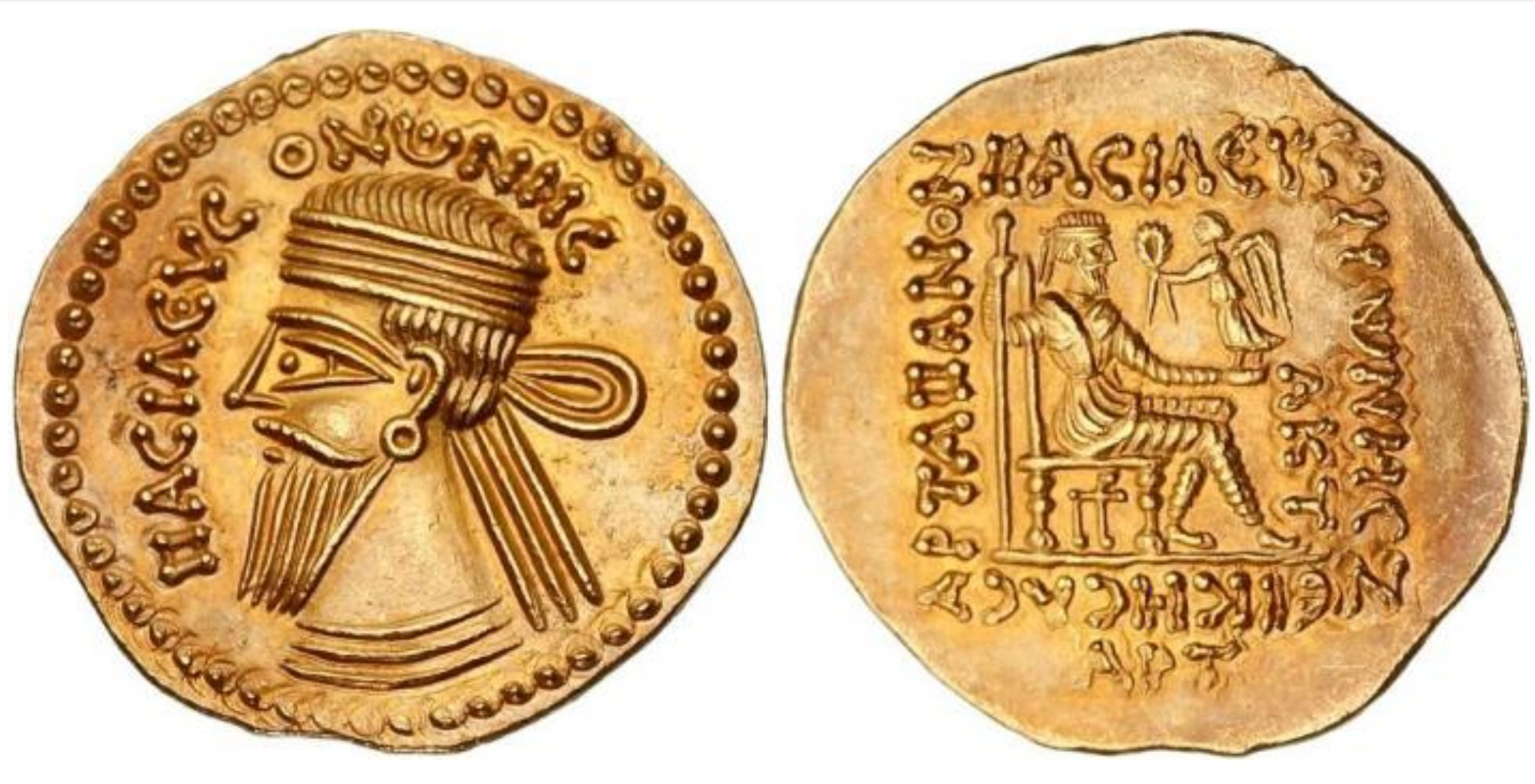
سکه طلای منسوب به ونن یکم (احتمالاً جعلی)

تا کنون هیچ سکه طلای تأییدشده‌ای از دوره اشکانی به‌دست نیامده و اصالت معدود نمونه‌های منسوب به این دوره هم اغلب مورد تردید جدی قرار گرفته است. برپایه ارزیابی دیوید سلوود، سکه‌های طلا در نظام پولی اشکانی جایگاهی نداشتند و احتمالاً تنها به‌صورت نمادین ضرب می‌شدند. با توجه به رونوشت پارتی سنگ‌نوشته شاپور یکم بر کعبه زرتشت، دنار می‌تواند واحد پولی احتمالی برای سکه‌های طلای اشکانی باشد. نسبت طلا به نقره در آن زمان ⅓۱۳ به ۱ بود و بدین‌ترتیب یک سکه طلای ۸ گرمی بایستی برابر با ۶ چهاردرهم و ۲۴ درهم نقره ارزش داشته باشد. شناسایی نمونه‌هایی از سکه‌های نقره زراندود از دوره اشکانی می‌تواند بیانگر وجود داشتن سکه‌های طلای حقیقی در همان زمان باشد. بدین‌صورت که اشخاصی با زراندودکردن سکه‌های نقره، آن‌ها را به‌عنوان نمونه‌های اصل دادوستد می‌کردند.

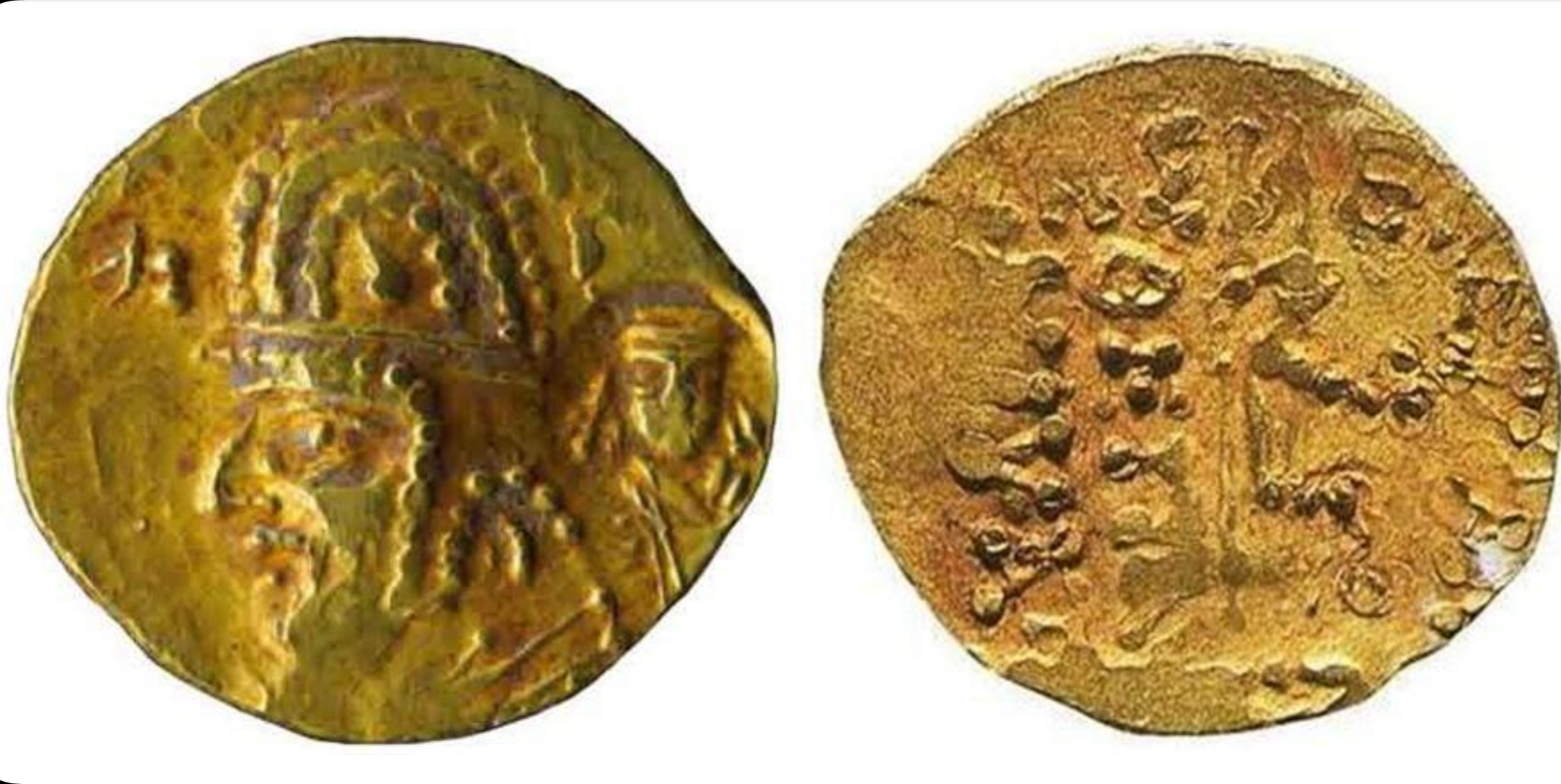
سکه طلای منسوب به سیناتروک یکم از طلاتپه

بیشتر پژوهشگران اصالت تقریباً تمام سکه‌های طلای شناخته‌شده از دوره اشکانی را زیرسئوال برده و آن‌ها را جعلی دانسته‌اند. تنها مورد استثنا، سکه‌ای ناخالص با درصد بالایی نقره است که باستان‌شناسان روس آن را در طلاتپه افغانستان کشف کرده‌اند. سکه مذکور احتمالاً منسوب به سیناتروک یکم و ضرب مرو است. روی سکه، کنار نیم‌تنه شاه اشکانی، چهره حاکمی محلی به‌صورت روچاپ دیده می‌شود. به‌احتمالی، این سکه، نه یک سکه اشکانی، بلکه «تقلیدی باستانی از سکه‌های اشکانی» است.
پس از نبرد نصیبین، به‌موجب پیمان صلحی که پس از آن بسته شد، حجم زیادی طلا به‌عنوان غرامت جنگی از سوی امپراتوری روم به اشکانیان پرداخت شد. همین طلاها احتمالاً در ضرب نخستین دینارهای ساسانی نقشی بسزا داشتند. امروزه یک سکه طلای پیشاساسانی در موزه ملک وجود دارد که با سکه‌های یکی از شاهان منطقه پارس در زمان اشکانیان به نام اردشیر دوم همانندی دارد.
کهن‌ترین دینار منسوب به ساسانیان، سکه‌ای از اردشیر بابکان است که چهره وی را با تاجی مشابه تاج مهرداد دوم نشان می‌دهد و پشت سکه نیز آتش زرتشتی بر پایه‌ای، مشابه تخت حجاری‌شده بر آرامگاه داریوش بزرگ قرار گرفته است. متن روی این سکه اردشیر را به‌جای «شاهنشاه ایران»، «شاه ایران» معرفی می‌کند. باوجود بدون تاریخ بودن این سکه، شاپور شهبازی ضرب آن را به پیش از چیرگی اردشیر بر اردوان چهارم در نبرد هرمزدگان و اختیار رسمی عنوان شاهنشاه از سوی اردشیر مربوط دانست. شهبازی همچنین ارجاعات تجسمی این سکه به مهرداد دوم و داریوش بزرگ را نشانه تلاش‌های اردشیر برای معرفی خود به‌عنوان بازگرداننده شکوه گذشته ایران ارزیابی کرد. این دینار که با وزن ۸٫۴۷ گرم، سنگین‌تر از دینارهای معمول در اوایل دوران ساسانی است، امروزه در موزه بریتانیا نگهداری می‌شود.

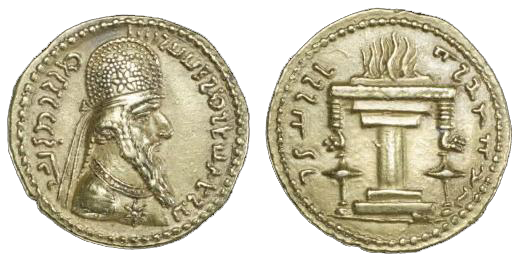
نخستین دینار ساسانی

طبق ارزیابی حسن پیرنیا، اقدام اردشیر در ضرب سکه طلا کوششی برای رقابت با رومیان بوده است. شاپور شهبازی ولی آن را تقلیدی از نظام پولی شاهنشاهی هخامنشی می‌دانست. نخستین سکه‌های طلای اردشیر، وزنی مطابق با استاندارد آتیک دارند، درحالی‌که سری بعدی سکه‌های طلای وی که احتمالاً از سال ۲۲۹ میلادی به‌بعد ضرب شده‌اند، وزنی متناسب با استاندارد قدیمی سکه‌های آئورئوس یعنی ۷٫۴ گرم و سنگین‌تر از سکه‌های آئورئوس معاصرشان یعنی ۶٫۴ گرم را نشان می‌دهند. به‌احتمالی تیسفون و همدان تنها شهرهایی بوده‌اند که در زمان زمامداری اردشیر بابکان سکه طلا ضرب می‌کردند.

### تاریخچه
از زمان اردشیر بابکان تا شاپور سوم، وزن دینار میان ۷ تا ۷٫۴ گرم متغیر بود. مانند درهم نقره، روی دینار نیز نیم‌تنه شاه با نیم‌رخی رو به راست، همراه با آتشکده و نگهداران آن در پشت سکه قرار داشت. احتمالاً به‌سبب جنبه تشریفاتی ضرب سکه طلا، در منابع ساسانی به ندرت از دینار نام برده شده است. در سنگ‌نوشته شاپور یکم بر کعبه زرتشت به پرداخت پانصدهزار دینار باج از طرف فیلیپ عرب اشاره شده است. شاپور یکم در مرو دینار ضرب کرد و برخلاف روال عادی سکه‌های طلای آن زمان، نام محل ضرب را بر آن‌ها ثبت کرد. شاپور دوم بخش بزرگی از دینارها را در شرق ایران ضرب کرد.
دودیناری که نخستین‌بار توسط اردشیر یکم معرفی شد، تنها در زمان هرمز دوم دوباره ضرب شد. یک‌ششم دینار از زمان اردشیر تا قباد یکم شناخته شده است. بهرام چهارم دینار طلای ۷ گرمی را مطابق با استاندارد سولیدوس رومی به وزن ۴٫۵۴ گرم کاهش داد و یک‌سوم دینار ۱٫۵ گرمی را معرفی کرد. دو تن از جانشینان بهرام چهارم یعنی یزدگرد یکم و یزدگرد دوم نیز یک‌سوم دینار ۱٫۵ گرمی ضرب کردند. وزن دینار در زمان پیروز یکم به ۳٫۵ گرم کاهش یافت، ولی در زمان جانشینانش به ۴٫۲ گرم افزایش پیدا کرد. در زمان پیروز یکم بیشتر دینارها ضرب بلخ و تعدادی ضرب اردشیرخوره بودند. علت تمرکز بر ضرب دینار در سرزمین‌های شرقی به‌سبب پیشینه پولی این مناطق بود که از عصر حاکمیت شاهنشاهی کوشانی برپایه سکه‌های طلا بود و سکه‌های نقره در آن جایگاهی نداشت. بنابراین ابتدا شاپور یکم با استاندارد وزنی کوشانیان، دینارهایی با وزن ۸٫۲ گرم ضرب کرد تا به انحصار آن‌ها در ضرب سکه‌های طلای شرق پایان دهد.

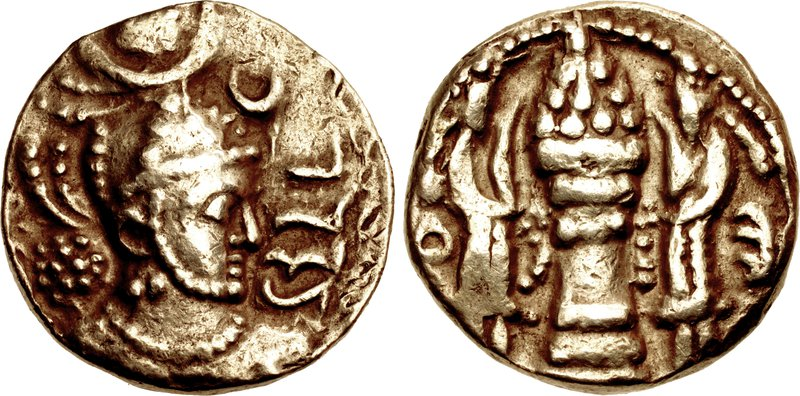
دینار پیروز یکم از منطقه سند

استاندارد دینار ساسانی در تخارستان و سند رایج نبود و این مناطق دینارهای ویژه‌ای با نشانه‌هایی از اقتدار ساسانیان ضرب می‌کردند. دینارهای کوشانی-ساسانی در تخارستان معمولاً بیش از ۷٫۵ گرم وزن داشتند و استاندارد وزنی آن‌ها برابر با ۷٫۸ گرم بود. در سند که ضرب دینارها از زمان شاپور دوم آغاز شده بود، استاندارد وزنی در آغاز ۷٫۲ و سپس ۶٫۹ گرم بود. درنهایت هر دو نوع دینار تخاری و سندی پس از شکست سال ۴۸۴ میلادی ساسانیان از هپتالیان منسوخ شدند.
با وجود عمویت نقوش شاه نیم‌رخ به راست و آتشکده، چند نمونه ویژه نیز وجود دارند که شاه با چهره‌ای تمام‌رخ بر روی سکه و نقش کامل پیکرش در سوی دیگر قرار دارد. این نوع ویژه از قباد یکم، خسرو انوشیروان، خسرو پرویز، اردشیر سوم و بوران‌دخت شناخته شده است. در دینارهایی که در تاریخ بیست‌ویکمین سال پادشاهی خسرو پرویز ضرب شدند، نقش چهره آناهیتا با هاله‌ای از آتش جایگزین نقش آتشکده شده بود. دینارهای منقوش به چهره آناهیتا در زمینه وزن، مطابق با همان استاندارد بیزانسی هستند.

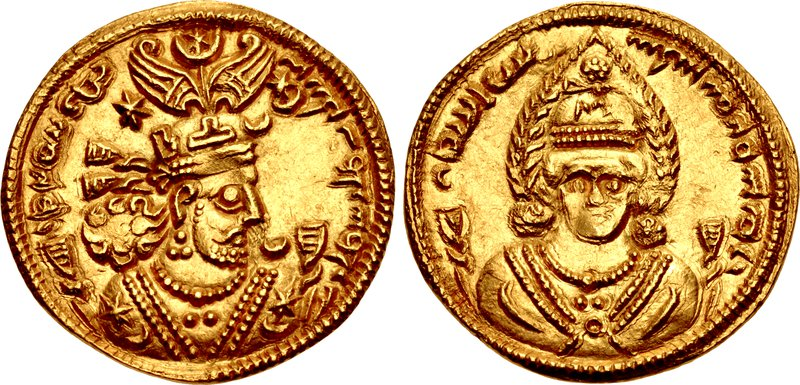
دینار خسرو پرویز با نقش آناهیتا

آخرین دینار ساسانی شناخته‌شده، سکه‌ای از بوران‌دخت به تاریخ سال دوم سلطنتش است که امروزه در موزه هنرهای زیبای بوستون نگهداری می‌شود. با اینکه فاتحان عرب به مدت بیش از نیم سده پس از سرنگونی ساسانیان به ضرب سکه‌های نقره ساسانی در قالب سکه‌های عرب-ساسانی ادامه دادند، ولی از ضرب دینارهای ساسانی خودداری کردند؛ زیرا سکه‌های طلای رومی را مرغوب‌تر و زیباتر می‌دانستند. بااین‌حال برخی نویسندگان دینارهایی با مشخصه‌های ساسانی را منسوب به عهد معاویه بن ابی‌سفیان دانسته‌اند.
امروزه دیناری مشابه سکه‌های سبک ساسانی طبرستان در موزه هنر اسلامی برلین نگهداری می‌شود که تاریخ احتمالی ضربش را در نیمه نخست سده هشتم میلادی دانسته‌اند. اگرچه اصالت این دینار مورد تردید قرار دارد و احتمال جعلی بودنش وجود دارد. اگر دینار مذکور اصالت داشته باشد، نشان‌دهنده ادامه ضرب دینارها به‌سبک ساسانی برای مدتی توسط حکومت دابویگان در شمال ایران است.
تعداد قابل توجهی دینار جعلی توسط جاعلان آثار باستانی با تصاویر نخستین پادشاهان ساسانی تا بهرام چهارم ساخته شده است.

## یادداشت
1. ↑  زبان فارسی میانه: 𐭲𐭩𐭭𐭠𐭫؛ نویسه‌گردانی: dynʾl؛ زبان پارتی: 𐭃𐭉𐭍𐭓؛ نویسه‌گردانی: dynr؛ آوانویسی هر دو نام: dēnār؛ برگرفته از δηνάριον / dēnárion در زبان یونانی که خودش برگرفته از denarius aureus در زبان لاتین است.